# Гамбоа, Анибаль
Анибаль Гамбоа Гонсалес (исп. Anibal Gamboa Gonzalez, род. 1948) — венесуэльский шахматист.
В 1970—1980-х годах входил в число сильнейших шахматистов страны.
Чемпион Венесуэлы 1970 года.
В составе сборной Венесуэлы участник четырех шахматных олимпиад: Ницца (1974), Буэнос-Айрес (1978), Люцерн (1982) и Салоники (1988).

## Изменения рейтинга
| Графики недоступны из-за технических проблем. См. информацию на Фабрикаторе и на mediawiki.org. |